# Jacques Hétu
Jacques (Joseph Robert) Hétu (født 8. august 1938 i Trois-Riviéres, Canada – død den 9. februar 2010 i Saint-Hippolyte, Quebec) var en canadisk komponist.
Hétu studerede hos Lukas Foss, Henri Dutilleux, og Olivier Messiaen. 
Han har skrevet 5 symfonier, koncertmusik, kammermusik og mange orkesterværker. Hétu hører til de ledende komponister i Canada i det 20. århundrede.

## Udvalgte værker
- Symfoni nr. 1 (1959) - for strygeorkester
- Symfoni nr. 2 (1961) - for orkester
- Symfoni nr. 3 (1971) - for orkester
- Symfoni nr. 4 (1993) - for orkester
- Symfoni nr. 5 (2009) - for stort orkester
- Klaverkoncert (1959) - for klaver og orkester